# 通豪大酒店
通豪大飯店是位於台灣臺中市北區中清路、漢口路口的觀光飯店，樓層共24樓，擁有二百餘間客房，並具有中西餐廳、宴會大廳、空中露天游泳池、三溫暖、健身房等設施。於1989年6月開幕，2018年海灣集團接手後更名為「海灣藝術酒店」，2023年5月再度改回舊名。

## 歷史

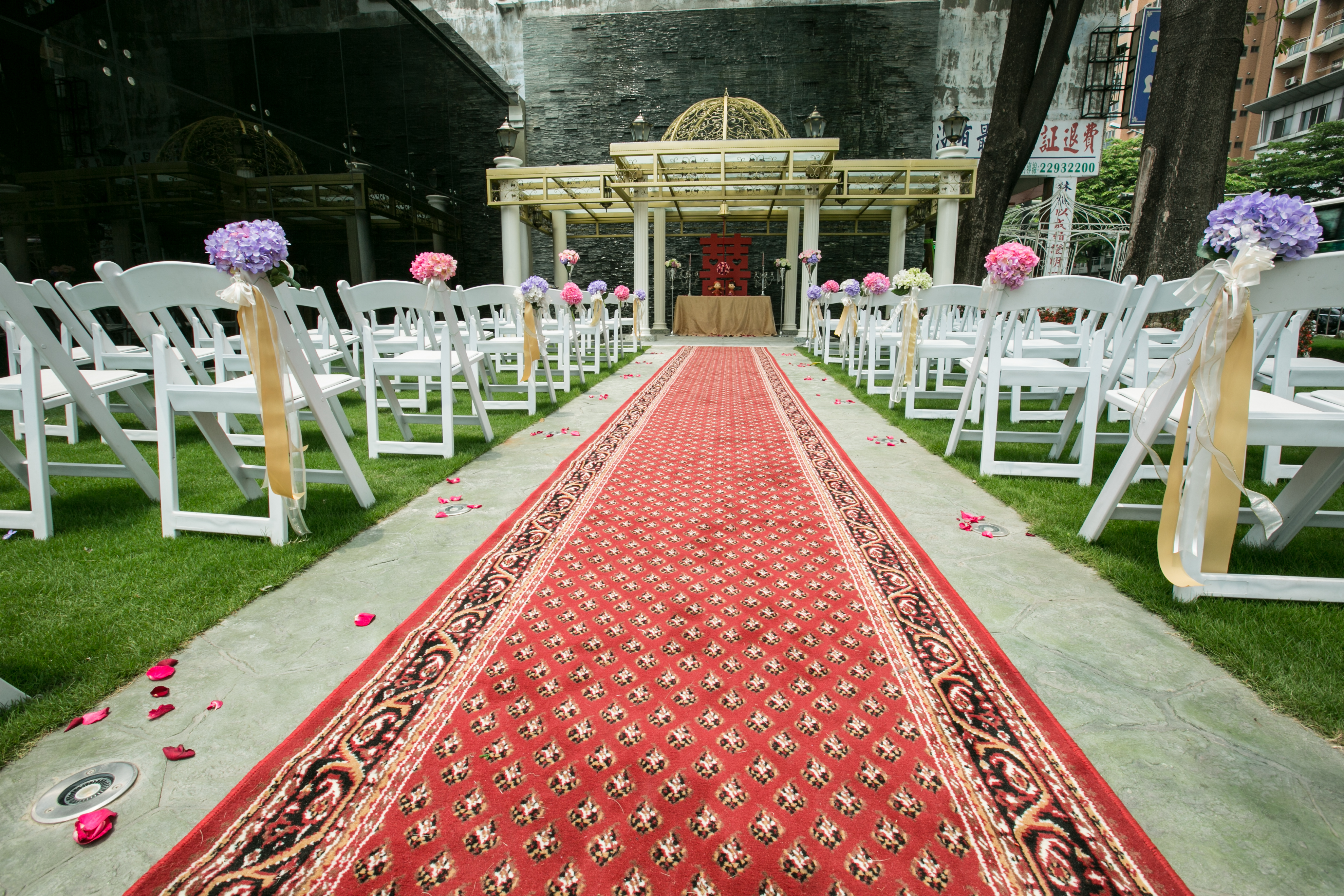
戶外婚禮
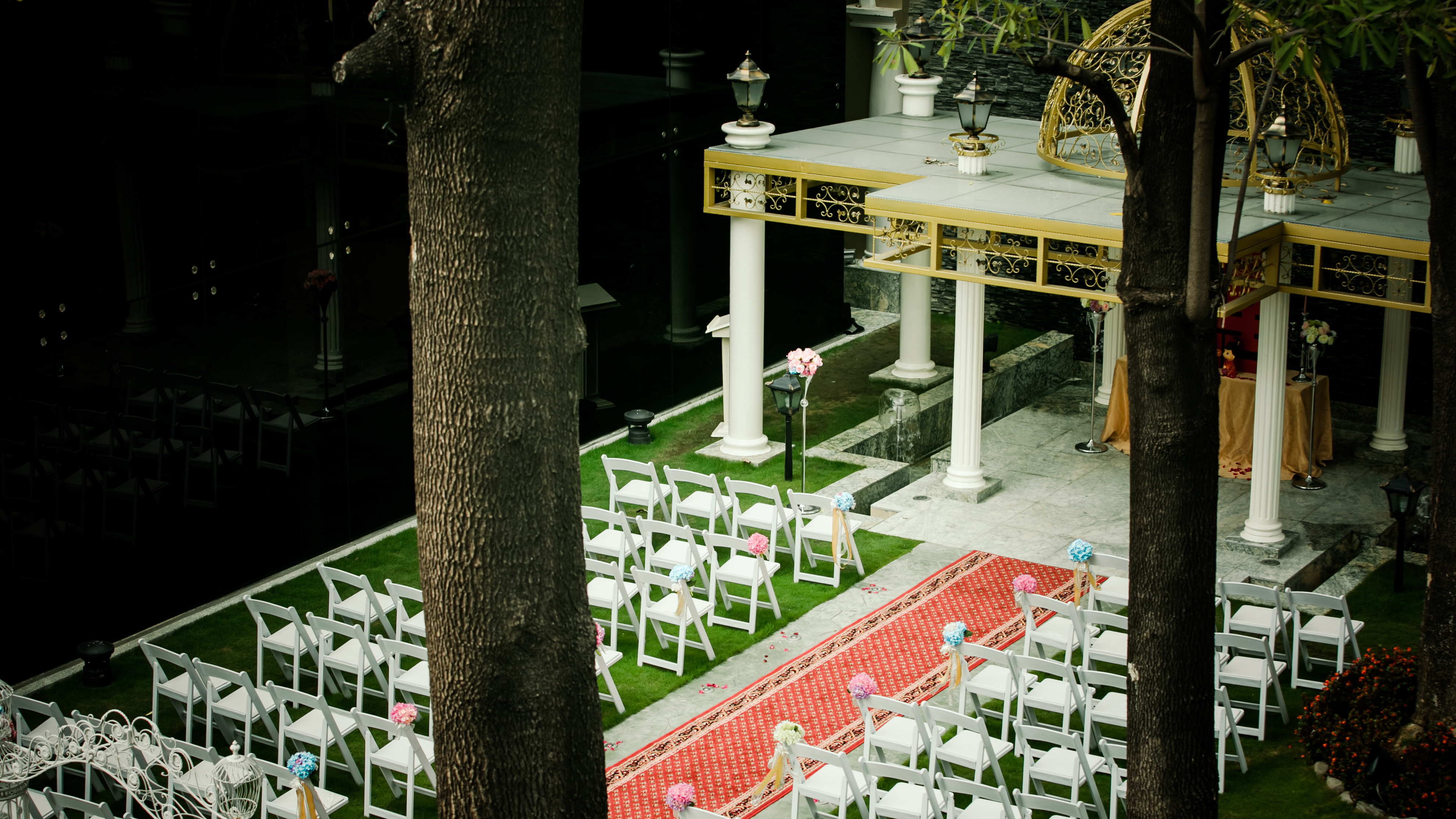
戶外婚禮

- 1989年6月29日，「通豪大飯店」創立於臺中市北區。
- 2003年，設在台東縣卑南鄉知本溫泉區的「知本通豪大飯店」開始獨立經營。
- 2018年由海灣國際開發租下經營而更名為「海灣藝術酒店」。[2]
- 2020年7月，因敵不過嚴重特殊傳染性肺炎疫情衝擊而海灣藝術酒店宣佈內部整修。
- 2023年5月，原所有權人再度以「通豪大飯店」重新經營。

## 交通
台中市公車
- 台中客運：6、9、29、33、101、108、115、154
- 統聯客運：61
- 東南客運：67
- 豐榮客運：127

## 週邊設施
- 台中捷運綠線文心中清站
- 臺中市私立曉明女子高級中學
- 臺中市立立人國民中學
- 臺中市北區立人國民小學
- 臺中市北區賴厝國民小學
- 臺中市北區中華國民小學
- 天津路商圈

## 資料來源
1. ↑  陳筱惠. . ETtoday. 2024-02-09  [2024-05-22]. （原始内容存档于2024-05-22）.
2. ↑  曾麗芳. . 中時新聞網. 2018-06-11  [2020-08-07]. （原始内容存档于2018-06-16）.

## 外部連結
- 通豪大飯店 （页面存档备份，存于）